# St Kilda East
St Kilda East är en del av en befolkad plats i Australien. Den ligger i kommunen Port Phillip och delstaten Victoria, nära delstatshuvudstaden Melbourne.
Runt St Kilda East är det mycket tätbefolkat, med 2 103 invånare per kvadratkilometer.. Närmaste större samhälle är Melbourne, nära St Kilda East. 
Runt St Kilda East är det i huvudsak tätbebyggt. Genomsnittlig årsnederbörd är 1 244 millimeter. Den regnigaste månaden är juli, med i genomsnitt 140 mm nederbörd, och den torraste är januari, med 49 mm nederbörd.